# (19099) 1981 EC4
A (19099) 1981 EC4 a Naprendszer kisbolygóövében található aszteroida. Schelte J. Bus fedezte fel 1981. március 2-án.